# Ледницке Ровне (район Пухов)

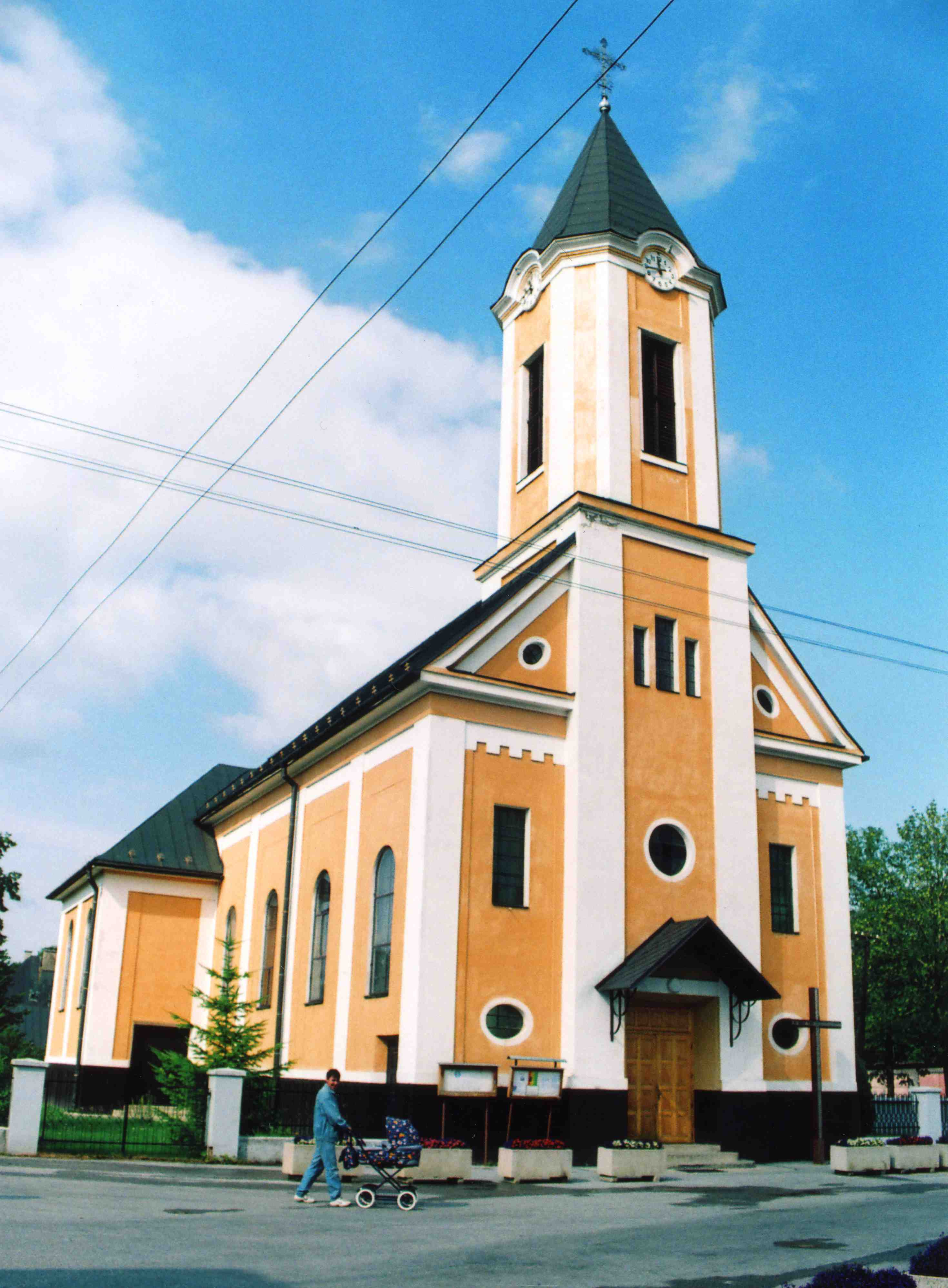
Костёл Св. Михаила

Ледницке Ровне (словац. Lednické Rovne) — деревенская община в северо-западной Словакии. Находится в районе Пухов Тренчинского края. Община включает деревню Ледницке Ровне и более мелкие населённые пункты: Гореницка Горка и Медне.

## География
Расположена на правом берегу реки Ваг, между горными массивами Белые Карпаты и Стражовске-Врхи, в 7 км на юго-запад от города Пухов. Через деревню протекает река Ледница, приток Вага.

## История
Первое упоминание относится к 1471 году. Деревня известна своей стекольной промышленностью (стекольный завод Rona a.s. (словацк.)). Среди памятников архитектуры известны костёл Святого Михаила и костёл Святой Анны. Исторический парк. Музей стекла.

## Символика
Герб деревенской общины Ледницке Ровне был утверждён в 1994 году. Он представляет собой красный щит с серебряным кубком, обрамлённым двумя ветвями лавра. Над кубком расположена золотая корона.
Флаг Ледницке Ровне состоит из четырёх горизонтальных полос (жёлтой, белой, жёлтой и красной). Соотношение сторон полотнища флага составляет 2:3.
Использование герба и флага регулируется Уставом общины Ледницке Ровне.

## Население
| Год:                | 1994 | 2004    | 2014    | 2024    |
| ------------------- | ---- | ------- | ------- | ------- |
| Количество человек: | 4004 | 4209    | 4097    | 3844    |
| Разница:            |      | +5,11 % | −2,66 % | −6,17 % |